# Einar
Einar is een Scandinavische voornaam die is afgeleid van de Oudnoorse naam Einarr, die volgens de IJslandse geleerde Guðbrandur Vigfússon (1827-1889) rechtstreeks verband houdt met het concept van de Einherjar, krijgers die stierven in de strijd en opstegen naar Walhalla in de Noordse mythologie. Einherjar betekent 'eigen-overwinnaars' of 'één-overwinnaars'.
Verwant aan Einar zijn de namen Einari, Einer, Ejner, Ejnar en Enar.

## Bekende naamdragers

### Einar
- Einár (2002-2021), Zweeds rapper
- Einar Arnórsson (1880-1955), IJslands politicus
- Einar Englund (1916-1999), Fins componist
- Einar Gausel (1963), Noors schaker
- Einar Halle (1943), Noors voormalig voetbalscheidsrechter
- Einar Liberg (1873-1947), Noors schutter
- Einar Melling (1880-1949), Noors organist, pianist en componist
- Einar Örn Benediktsson (1962), IJslands zanger en trompettist
- Einar Rossbach (1964), Noors voormalig profvoetballer
- Einar Selvik (1979), Noors muzikant
- Einar Skinnarland (1918-2002), Noors verzetsstrijder
- Einar Steen-Nøkleberg (1944), Noors pianist.
- Einar Strøm (1885-1964), Noors turner

### Einari
- Einari Teräsvirta (1914-1995), Fins turner

### Ejnar
- Ejnar Hertzsprung (1873-1967), Deens astronoom
- Ejnar Levison (1880-1970), Deens schermer

### Enar
- Enar Jääger (1984), Estisch voetballer

## Einar in popcultuur
- The Danish Girl is een Brits-Amerikaanse film uit 2015, die gebaseerd is op het gelijknamige boek. Het is de gefictionaliseerde biografie van de Lili Elbe (1882–1931), die geboren werd als Einar Wegener. Elbe was een Deense kunstschilderes en een van de eerste transgenders die een geslachtsaanpassende operatie ondergingen.